# Thaumatocaryon dasyanthum
Thaumatocaryon dasyanthum är en strävbladig växtart som först beskrevs av Adelbert von Chamisso, och fick sitt nu gällande namn av Ivan Murray Johnston. Thaumatocaryon dasyanthum ingår i släktet Thaumatocaryon och familjen strävbladiga växter. Inga underarter finns listade i Catalogue of Life.